# RAN Championship 2018
RAN Championship 2018 – turniej z cyklu RAN Championship, międzynarodowe zawody rugby union organizowane przez Rugby Americas North dla rozwijających się zespołów ze strefy RAN, które odbywały się w dniach 14 kwietnia–7 lipca 2018 roku.
W porównaniu do poprzedniej edycji schemat rozgrywek został zmieniony z uwagi na fakt, że Gujana i Meksyk dołączyły do nowo powstałych zawodów Americas Rugby Challenge. Planowano rozegranie łącznie jedenastu spotkań z udziałem dziewięciu drużyn w trzech dywizjach, a najlepszy zespół Championship (nie licząc drużyny z USA) zagrałby w barażu o udział w Americas Rugby Challenge 2019 ze słabszą z reprezentacji uczestniczących w edycji 2018. Sędziowie zawodów.
Wyniki obu meczów z udziałem reprezentacji Trynidadu i Tobago zostały uznane za niebyłe po odwołaniu przybycia na zaplanowany mecz z Kajmanami, toteż z dwoma zwycięstwami zwyciężyła w zawodach drużyna USA South. W niższych dywizjach triumfowały odpowiednio Jamajka i Gwadelupa.

## Championship
| 12 maja 2018 | Bermudy | 28:48 | USA South | Truman Bodden Stadium, George Town Sędzia: Talal Chaudhry |
| 12 maja 2018 |         | 28:48 |           | Truman Bodden Stadium, George Town Sędzia: Talal Chaudhry |

| 9 czerwca 2018 | Kajmany | 20:19 | Bermudy | Truman Bodden Stadium, George Town Sędzia: Jason Brewer |
| 9 czerwca 2018 |         | 20:19 |         | Truman Bodden Stadium, George Town Sędzia: Jason Brewer |

| 7 lipca 2018 | USA South | 42:14 | Kajmany | Old White Rugby Club, Atlanta Sędzia: Anthony Pontiflette |
| 7 lipca 2018 |           | 42:14 |         | Old White Rugby Club, Atlanta Sędzia: Anthony Pontiflette |

## Cup
| 28 kwietnia 2018 | Barbados | 14:60 | Jamajka | Garrison Savannah, Bridgetown Sędzia: Jake Still |
| 28 kwietnia 2018 |          | 14:60 |         | Garrison Savannah, Bridgetown Sędzia: Jake Still |

| 12 maja 2018 | Jamajka | 36:29 | Barbados | Ewarton Sports Complex, Ewarton Sędzia: David Sherwin |
| 12 maja 2018 |         | 36:29 |          | Ewarton Sports Complex, Ewarton Sędzia: David Sherwin |

## Trophy
| 14 kwietnia 2018 | Curaçao | 17:46 | Dominikana | Kaya Mafalda Salsbach, Willemstad |
| 14 kwietnia 2018 |         | 17:46 |            | Kaya Mafalda Salsbach, Willemstad |

| 12 maja 2018 | Gwadelupa | 5:7 | Curaçao | Stade René Serge Nabajoth, Pointe-à-Pitre Sędzia: John Stevens |
| 12 maja 2018 |           | 5:7 |         | Stade René Serge Nabajoth, Pointe-à-Pitre Sędzia: John Stevens |

| 9 czerwca 2018 | Dominikana | 17:39 | Gwadelupa | Centro Olímpico, Santo Domingo Sędzia: Mike Hodgins |
| 9 czerwca 2018 |            | 17:39 |           | Centro Olímpico, Santo Domingo Sędzia: Mike Hodgins |